# Visual Kei
El Visual Kei (ヴィジュアル系, vijuaru kei; literalment "estil visual") és un gènere musical japonès "underground" que va tenir el seu major apogeu a finals dels anys 80 i començaments dels 90 a les principals ciutats del Japó.

## Característiques
El Visual kei musicalment parlant és una unió de diferents gèneres per exemple té: L'atmosfera, frases soltes, i actuació del gòtic; L'ús d'una guitarra principal i el tò del heavy metal, igual que els riffs, ritme i bateria del punk, i encara que actualment les bandes de Visual kei inclouen moltes més influències, les mencionades abans també es troben presents a la majoria de les bandes.
Destaca per la seva impressionat individualitat, ja que el Japó és una societat conservadora i està prohibit "destacar" i l'estètica visual és la representació que van en contra de la seva forma de pensar, un visual mai busca pertànyer a la massa, però tampoc destacar i vol ser únic i original.
Els membres de les bandes de Visual kei en general utilitzen maquillatge extravagant, un estil de pentinats amb formes estambòtiques i elaborats vestuaris. Encara que la majoria dels musics són homes, és comú que alguns utilitzin maquillatge o vestuaris que es puguin considerar "femenins".
Alguns dels seus exponents són: Dir en grey, Nightmare i Malice Mizer.